# USS Boise (CL-47)
Pour les autres navires du même nom, voir USS Boise et ARA 9 de Julio.
L'USS Boise est un croiseur léger de classe Brooklyn en service dans l'US Navy puis dans la marine argentine.

## Histoire
Il a été gravement endommagé lors de la bataille du cap Espérance en octobre 1942. Il sert dans la Marine argentine de 1951 à 1978 puis est démoli à Brownsville, Texas.

## Source
- (en)  Cet article contient du texte publié par le Dictionary of American Naval Fighting Ships dont le contenu se trouve dans le domaine public. La référence peut être lue ici.